# Frontinella
Genre
Frontinella est un genre d'araignées aranéomorphes de la famille des Linyphiidae.

## Distribution
Les espèces de ce genre se rencontrent en Amérique centrale, en Amérique du Nord, aux Antilles et en Asie de l'Est.

## Liste des espèces
Selon World Spider Catalog (version 18.5, 03/10/2017) :
- Frontinella bella Bryant, 1948
- Frontinella huachuca Gertsch & Davis, 1946
- Frontinella hubeiensis Li & Song, 1993
- Frontinella laeta (O. Pickard-Cambridge, 1898)
- Frontinella omega Kraus, 1955
- Frontinella potosia Gertsch & Davis, 1946
- Frontinella pyramitela (Walckenaer, 1841)
- Frontinella tibialis F. O. Pickard-Cambridge, 1902
- Frontinella zhui Li & Song, 1993

## Publication originale
- F. O. Pickard-Cambridge, 1902 : Arachnida - Araneida and Opiliones. Biologia Centrali-Americana, Zoology, London, vol. 2, p. 313-424 (texte intégral).